# Station Matsuiyamate
Station Matsuiyamate  (松井山手駅,  Matsuiyamate-eki) is een spoorwegstation in de Japanse stad Kyōtanabe. Het wordt aangedaan door de Gakkentoshi-lijn. Het station heeft twee sporen, gelegen aan één eilandperron.

## Treindienst

### JR West
| 1 | ■ Gakkentoshi-lijn | richting Kizu                    |
| 2 | ■ Gakkentoshi-lijn | richting Shijōnawate en Kyōbashi |

## Geschiedenis
Het station werd geopend in 1989. 

## Overig openbaar vervoer
Nabij het station bevindt zich een klein busstation. Er vertrekken bussen van Keihan.

## Stationsomgeving
- Keihan Higashi Rose Town (nieuwbouwwijk)
- Matsuigaoka (nieuwbouwwijk)
- Forest Matsuiyamate (winkelcentrum):
  - Tsutaya
  - McDonald's
- Suwagahara-park
- Tweede Keihan-snelweg
- Lawson

Kizu · Nishi-Kizu · Hōsono · Shimokoma · JR Miyamaki · Dōshisha-mae · Kyōtanabe · Ōsumi · Matsuiyamate · Nagao · Fujisaka · Tsuda · Kawachi-Iwafune · Hoshida · Higashi-Neyagawa · Shinobugaoka · Shijōnawate · Nozaki · Suminodō · Kōnoikeshinden · Tokuan · Hanaten · Shigino · Kyōbashi